# Derby della Capitale
Roma vs. Lazio é o clássico de futebol da cidade de Roma, capital da Itália, o qual envolve as equipes da Società Sportiva Lazio e da Associazione Sportiva Roma, que se confrontam desde 8 de dezembro de 1929. O clássico também é conhecido como Derby di Roma, Derby della Capitale ou Derby Capitolino.
A Roma possui 15 títulos oficiais, sendo eles: 3 Campeonatos Italiano, 9 Coppas Italia, 2 Supercoppas e 1 Liga Conferência. Já a Lazio, tem mais, possuindo 16: 2 Campeonatos Italiano, 7 Coppas Italia, 5 Supercoppas, 1 Supercopa Europeia e 1 Recopa Europeia. 
A única vez em que as duas equipes romanas protagonizaram uma final a nível nacional foi na Coppa Italia de 2012–13. Na ocasião, a Lazio levou o título no Stadio Olimpico após vencer o jogo por 1 a 0, com o gol da vitória sendo marcado por Senad Lulić aos 26 minutos do segundo tempo.
Segundo pesquisa feita em 2003 pelo Instituto Doxa, a Roma tem a preferência de 6% dos torcedores italianos ou 3 468 000 fãs, e a Lazio de 3,5% ou 2 132 000 fãs, tendo a Roma a quarta maior torcida da Itália e a Lazio a sexta.
As duas torcidas estão concentradas na região do Lácio (Lazio em italiano, com a Roma tendo o nome da capital e a Lazio da região central da Itália onde estão sediadas as duas associações), estando a da Roma mais presente na capital, em especial nos bairros populares, e a do Lazio mais concentrada nos bairros ricos da capital, e nos subúrbios, áreas de melhor poder aquisitivo, nos arredores da "Cidade Eterna".

## Histórico do confronto
Último jogo considerado: Lazio 1–1 Roma, 13 de abril de 2025.
| Competição              | Jogos | Vitórias da Lazio | Empates | Vitórias da Roma | Gols da Lazio | Gols da Roma |
| ----------------------- | ----- | ----------------- | ------- | ---------------- | ------------- | ------------ |
| Divisione Nazionale     | 2     | 1                 | 0       | 1                | 2             | 2            |
| Serie A                 | 161   | 42                | 61      | 58               | 157           | 202          |
| Coppa Italia            | 21    | 8                 | 3       | 10               | 22            | 24           |
| Total em jogos oficiais | 184   | 51                | 65      | 68               | 181           | 228          |
| Campionato Romano       | 4     | 1                 | 2       | 1                | 3             | 2            |
| Amistosos               | 4     | 2                 | 1       | 1                | 10            | 9            |
| Outros torneios         | 8     | 4                 | 0       | 4                | 9             | 11           |
| Total                   | 201   | 58                | 68      | 75               | 203           | 250          |

## Médias de público
Médias de público históricas de Lazio e Roma no Campeonato Italiano, partidas disputadas no Estádio Olímpico.
| Temporada | Roma   | Lazio   |
| --------- | ------ | ------- |
| 1961–62   | 30,176 | 20,730* |
| 1962–63   | 37,248 | 17,523  |
| 1963–64   | 31,269 | 24,979  |
| 1964–65   | 30,176 | 20,730  |
| 1965–66   | 28,897 | 21,486  |
| 1966–67   | 35,375 | 21,680  |
| 1967–68   | 35,902 | 15,586  |
| 1968–69   | 46,323 | 21,935* |
| 1969–70   | 50,625 | 34,883* |
| 1970–71   | 45,551 | 37,979  |
| 1971–72   | 47,990 | 26,132* |
| 1972–73   | 44,310 | 45,591  |
| 1973–74   | 47,597 | 49,833  |
| 1974–75   | 53,935 | 44,846  |
| 1975–76   | 44,607 | 40,859  |
| 1976–77   | 36,899 | 37,920  |
| 1977–78   | 40,956 | 38,786  |
| 1978–79   | 48,768 | 41,059  |

| Temporada | Roma   | Lazio   |
| --------- | ------ | ------- |
| 1979–80   | 44,589 | 31,560  |
| 1980–81   | 51,103 | 24,148* |
| 1981–82   | 45,289 | 21,634* |
| 1982–83   | 54,510 | 34,234* |
| 1983–84   | 52,793 | 46,908  |
| 1984–85   | 51,421 | 38,544  |
| 1985–86   | 50,151 | 25,872* |
| 1986–87   | 49,138 | 30,945* |
| 1987–88   | 42,755 | 29,790* |
| 1988–89   | 34,913 | 32,125  |
| 1989–90   | 22,067 | 20,022  |
| 1990–91   | 43,570 | 36,371  |
| 1991–92   | 51,609 | 39,499  |
| 1992–93   | 50,306 | 49,105  |
| 1993–94   | 52,615 | 50,149  |
| 1994–95   | 56,356 | 48,715  |
| 1995–96   | 53,146 | 46,326  |
| 1996–97   | 50,557 | 38,699  |
| 1997–98   | 52,813 | 46,058  |

| Temporada | Roma   | Lazio  |
| --------- | ------ | ------ |
| 1998–99   | 54,309 | 53,184 |
| 1999–00   | 58,915 | 51,956 |
| 2000–01   | 63,370 | 48,498 |
| 2001–02   | 59,402 | 42,684 |
| 2002–03   | 57,160 | 44,129 |
| 2003–04   | 55,413 | 49,341 |
| 2004–05   | 49,631 | 37,516 |
| 2005–06   | 39,726 | 27,872 |
| 2006–07   | 38,689 | 25,048 |
| 2007–08   | 35,982 | 21,607 |
| 2008–09   | 39,396 | 34,626 |
| 2009–10   | 40,925 | 36,154 |
| 2010–11   | 33,952 | 29,122 |
| 2011–12   | 36,219 | 32,410 |
| 2012–13   | 40,179 | 31,992 |
| 2013–14   | 40,918 | 29,548 |
| 2014–15   | 40,135 | 34,949 |